# Muzeum Karla Zemana
Muzeum Karla Zemana je stálou expozicí celoživotního díla světově uznávaného filmového tvůrce Karla Zemana, který svými filmovými triky proslavil českou kinematografii 20. století. Muzeum bylo otevřeno 6. října 2012 na Malé Straně, v blízkosti Karlova mostu. Prostory muzea umožňují nahlédnout do zákulisí práce Karla Zemana, počínaje prvními animacemi a loutkovými filmy, až po tvorbu z autorova posledního tvůrčího období. Podstatná část výstavy je věnována nejzásadnějším filmům, tedy Cestě do pravěku, Vynálezu zkázy a Baronu Prášilovi.
Muzeum definovalo v ČR vůbec poprvé možnost a podobu „vystavování filmu“. Projekty jsou připravovány srozumitelnou a atraktivní interaktivní formou podle současných světových výstavních a muzejních trendů. Svým úspěchem a aktivitami inspiruje i další instituce k proměnám muzejnictví či k novým výstavním projektům. Z hlediska jedinečnosti je unikátní i snaha muzea o uchování a zpřístupňování samotných Zemanových děl a to prostřednictvím expozice i jejich digitalizací včetně projektu digitálního restaurování Čistíme svět fantazie.
Muzeum nabízí široké spektrum doprovodných aktivit – od prestižních projektů mapujících a zachraňujících národní kulturní bohatství v oblasti kinematografie na mezinárodní a celostátní úrovni, po každodenní práce pro obyvatele metropole, její návštěvníky i komunitu v okolí. V aktivitách Muzea nalezneme projekty, jakými jsou digitální restaurování filmů Karla Zemana, putovní výstavy, ale i průběžné rozšiřování stálé expozice v centru Prahy.

## Historie
U zrodu a realizace tohoto projektu stáli grafik a výtvarník Jakub Fabel (C&COM Advertising) a filmař Ondřej Beránek (Punk film), kteří zkontaktovali dceru Karla Zemana, Ludmilu Zemanovou, která od 80. let žije v Kanadě. K tomuto týmu byl přizván také specialista na média a marketing Marcel Kral. Na přípravě muzea spolupracovalo společně se Zemanovou rodinou a zmíněnými autory projektu i mnoho dalších, mezi nimiž byl například i Boris Masník nebo Jaroslav Betka.
Muzeum Karla Zemana započalo svou činnost v roce 2012. Za prvních několik let svého působení získalo stabilní pozici na kulturní mapě Prahy i celé České republiky a rozšířilo kulturní nabídku o specializované muzeum s filmovou tematikou. Muzeum se stalo pionýrem v oblasti filmového muzejnictví v Praze a ČR obecně. Stalo se prvním stálým výstavním prostorem, který se kontinuálně věnuje prezentaci české filmové tvorby, filmových tvůrců a filmového řemesla. Kromě kulturního fenoménu díla Karla Zemana nezapomíná ani na přesahy k mapování žánru jako takového a sledování současné české i zahraniční filmové tvorby.

## Ocenění Muzea Karla Zemana
Muzeum Karla Zemana realizuje své aktivity na nejvyšší možné umělecké úrovni, a to díky kvalitnímu internímu týmu i spoluprací s předními českými i světovými odborníky. Důkazem je reflexe odborné veřejnosti jak prostřednictvím odborného tisku, tak oceněním dvěma odbornými cenami:
- Cena asociace režisérů a scenáristů za výrazný tvůrčí počin v oblasti audiovize (2013)
- Cena filmového a televizního svazu FITES (2014)

Mimořádnost i kvalita realizovaných projektů a přístupů byla oceněna i záštitou Ministra kultury ČR pro projekt digitálního restaurování Zemanových filmů či zařazením sbírky do CES ČR vedený u Ministerstva kultury ČR. Muzeum Karla Zemana se v roce 2015 stalo členem Asociace muzeí a galerií ČR.

## Interaktivní výstava
Výstava, koncipována ve stylu filmových ateliérů, představuje Zemanovu tvorbu chronologicky. Úvodní část interaktivní výstavy nabízí informace o umělcově osobě a dílech realizovaných po Cestě do pravěku, které je pak věnována celá další část. Následující prostory jsou pak vyhrazeny Vynálezu zkázy a Baronu Prášilovi. Prohlídka je zakončena dalšími informacemi o Zemanově osobě a díly realizovanými po roce 1964 (od Bláznovy kroniky až po návrat k ploškové animaci jako série o Sindibádových dobrodružstvích v 70. letech). Dále jsou vystaveny fotografie a další dokumentární materiály ze života a díla jednoho z nejvýznamnějších českých režisérů, scenáristů a výtvarníků.

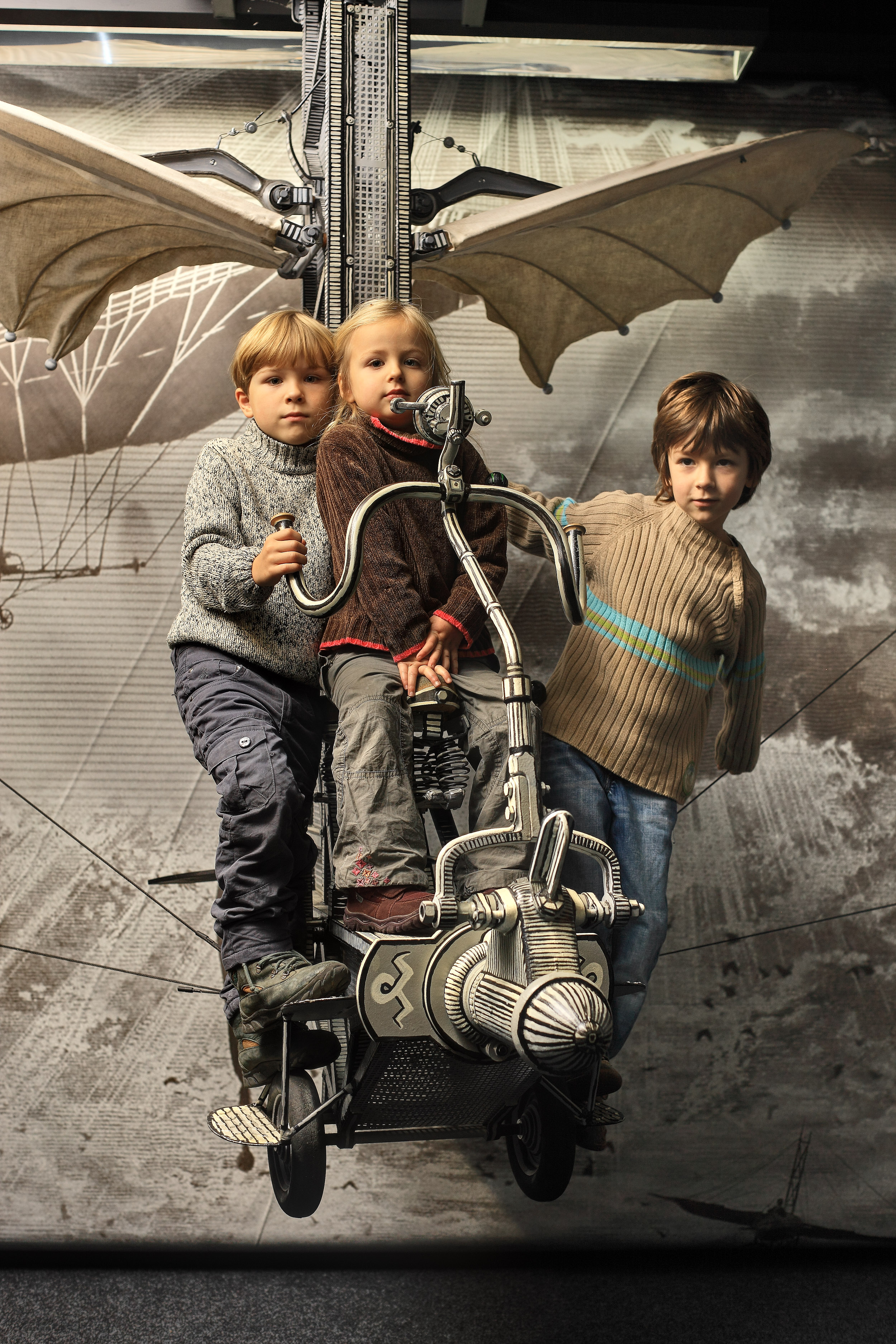
Muzeum Karla Zemana: Létající stroj

Interaktivní trik V kůži barona PrášilaZásadní novinkou v expozici od roku 2021 je interaktivní trik, který z každého návštěvníka udělá filmovou hvězdu ve scéně z Barona Prášila. V expozici Muzea Karla Zemana je upravena jedna z místností tak, že na filmovém plátně zazáří každý. Za pomoci tzv. greenscreenu, kdy je herec filmován před zeleným pozadím, se návštěvníci proletí ve známé filmové scéně na dělové kouli.
Rekonstrukce filmového postupu natáčení scény s mamutemRelativně malý model mamuta umístěný blízko kamery vytváří iluzi obrovského zvířete. Dokreslovačka hor zakrývá horizont Fryštácké přehrady, místa natáčení této scény. Díky moderní digitální technologii se po ní projíždí kluci z původní scény z Cesty do pravěku. Návštěvníci si na kompletním zmenšeném modelu jedné z nejslavnějších scén z filmu Cesta do pravěku vyzkouší, jak všechny použité trikové techniky společně na snímku nebo videu vytvoří ucelený reálný prostor.
Okřídlené koněInteraktivní instalace vychází z jedné z nejpoetičtějších scén z filmu Baron Prášil, kdy okřídlení koně táhnou po obloze pohádkový koráb. Sestává ze tří na sobě závislých oddělitelných součástí. Nejdelší část tvoří zadní kulisa, před zadní kulisou je rozložena představovačka, díky níž vzniká iluze prostoru. Prostřední kulisa vyobrazuje koně, se kterým návštěvník přímo interaguje. Filmová scéna využívá tzv. předsunutých dokreslovaček, které se opticky propojí s pozadím pro vytvoření finálního obrazu – iluze návštěvníka na fantaskním koni, letícím nad propastí uprostřed měsíční krajiny.
Létající strojLet na filmovém létajícím stroji. Pro vytvoření iluze létání posunují návštěvníci pozadí za strojem speciálním klikovým mechanismem.
Animační stůlOd začátku roku 2020 je v expozici muzea umístěn animační stůl. Na animačním stole si návštěvníci vyzkouší jak stop motion animace funguje, a natočí si svůj krátký animovaný film, který si poté odešlou na e-mail sobě, nebo svým přátelům.
Od konce roku 2020 jsou v muzeu umístěné originální loutky z filmů Karla Zemana:
- Loutka Brontosaurus – jedna z prvních loutek pro technické zkoušky filmu Cesta do pravěku (1955)
- Loutka Dědek z filmu Pan Prokouk, přítel zvířatek (1954)
- Loutka Žirafa z filmu Vánoční sen (1945)
- Loutka Hlídač z filmu Pan Prokouk akrobatem (1959)
- Loutka tlustého pána z filmu Pan Prokouk detektivem (1958)
- Loutka Želva z prvního filmu Ludmily Zemanové – Sambo (1967)

## Zpřístupnění expozice pro návštěvníky se sluchovým postižením
Muzeum Karla Zemana vytvořilo v roce 2020 průvodcovská videa v českém znakovém jazyce v celé muzejní expozici. Expozice je tak přístupná i pro návštěvníky se sluchovým postižením.
Návštěvníci se sluchovým postižením si u vstupu načtou na svůj chytrý telefon QR kód s odkazem na videoobsah celé expozice s překladem do českého znakového jazyka. Mohou si pak opakovaně pouštět přeložená videa, která odpovídají jednotlivým částem expozice, ve kterých se zrovna nachází. V Muzeu je k zapůjčení také tablet, ve kterém je celý obsah videí ve znakovém jazyce. Pro více informací ohledně zpřístupnění expozice pro návštěvníky se sluchovým postižením navštivte webové stránky Muzea Karla Zemana.

## Projekt Čistíme svět fantazie
Cílem projektu Čistíme svět fantazie, jehož partnery jsou Muzeum Karla Zemana, Nadace české bijáky a Česká televize, je v průběhu tří let digitálně zrestaurovat vybrané filmy Karla Zemana do nejvyšší možné kvality a uvést je na filmových plátnech tak, jak je mohli vidět diváci v době původní premiéry. Projekt chce rovněž zvýšit povědomí o významu digitálního restaurování. Realizace projektu probíhá ve spolupráci s Universal Production Partners, za finanční podpory Ministerstva kultury ČR a Státního fondu kinematografie. Záštitu nad projektem převzal ministr kultury České republiky pan Daniel Herman.
K digitálnímu restaurování byly vybrány filmy Vynález zkázy, Baron Prášil a Cesta do pravěku. První z filmů byl 10. července 2015 od 20:00 souběžně uveden na jubilejním ročníku MFF Karlovy Vary, v Museo Nazionale del Cinema v Turíně v rámci Světové výstavy EXPO 2015 a v Museum of the Moving Image v New Yorku. Unikátní premiéru mohli všichni diváci souběžně zhlédnout také díky České televizi na svých obrazovkách. Vynález zkázy následně opět obletěl celý svět a byl uveden mimo jiné na festivalech kategorie A – Locarno International Film Festival a WFF Montreal.

## Filmový dobrodruh Karel Zeman
Ve spolupráci s Muzeem Karla Zemana vznikl v roce 2015 dokument režiséra Tomáše Hodana Filmový dobrodruh Karel Zeman. Jedná se o životopisný film, který se ohlíží za životem, prací a významem génia světové kinematografie. Autoři ve filmu hovoří se současnými filmaři z různých koutů světa a snaží se zjistit, proč jsou jeho filmy stále aktuální a v mnoha směrech dosud nepřekonané. O své inspiraci Karlem Zemanem zde mluví například Terry Gilliam, Tim Burton, Koji Yamamura a další.